# 블러썸미디어
블러썸스튜디오(영어: Blossom Studio)는 대한민국의 스튜디오를 운영하는 회사이다. 대표이사는 지영주이다. 